# オータム (アルバム)
『オータム』（AUTUMN）は、アメリカのピアニスト、ジョージ・ウィンストンのアルバム。同作は、ピアノ・ソロ・アルバムとしては異例のヒットを遂げ、世界的にウィンダム・ヒルサウンドを流行させた。

## 解説
- 元々ギター・ソロ・アルバムとして計画されていたが、プロデューサーであるアッカーマンの自宅でジョージの演奏に感銘を受けたアッカーマンから｢君はピアノのアルバムを製作するべきだ!｣と助言を受ける。当初ジョージは反対していたものの、アッカーマンの粘り強い説得により最終的にピアノ・ソロ・アルバムとして録音された。
- このアルバムのヒットを受けジョージは、季節をコンセプトとした『四季四部作』構成を明らかにし、1982年にWINTER INTO SPRING（英語版）、DECEMBER（英語版）を発表、1991年のSUMMER（英語版）により完結した。
- ジョージ・ウィンストンの楽曲全般に言えることではあるが、コンサートではアレンジが大きく異なる。これは、コンサートを重ねるたびに音楽性が進化しているということから。
- かつてはDECEMBERとともに楽譜が発売されていたが、すぐに回収されている。これは本人の意思によるもの。しかし、復刊の希望が後を絶たない。のちに一部の楽曲については楽譜が特典としてつけられることがあるが、アルバム全体の楽譜は絶版のままである。

## オリジナル曲目
- カッコ内は邦題

A-SIDE SEPTEMBER
1. Colors/Dance (カラーズ／ダンス) 
 モンタナ州ビリングスとマイルズシティ（英語版）の、秋の楓や箱柳にインスピレーションを受けた曲とされる。
2. Woods (森)
3. Longing/Love (あこがれ／愛) 
 日本ではフジテレビの天気予報 「関東ローカル版FNNニュース・明日の天気」（箱根 彫刻の森美術館の映像がバックに流れていた) のBGMおよびトヨタ・クレスタCMソングとしてOAされ、後に日本ではシングルカットされた。ジョージは｢秋の季節に感銘を受けた曲｣と語っている。今でも｢世界一有名なニューエイジピアノソロ｣と言われている。

B-SIDE OCTOBER
1. Road (道)
2. Moon (月) 
 晩秋の曲。後半は琴をイメージしているといわれる。もともと3つの楽曲を一つにしたもので、あちこちで曲調が変化している。
3. Sea (海)
4. Stars (星)

## 20周年記念盤
※の曲は当初来日記念盤に収録されたもの
1. Colors/Dance
2. Woods
3. Longing/Love
4. Road
5. Moon
6. Sea
7. Stars
8. The Crystal Ship（水晶の舟）※ 
 ジョージ自身が非常に影響を受けたと言うドアーズのカヴァー。後にNIGHT DIVIDES THE DAY-THE MUSIC OF THE DOORS（英語版）にも収録されるがこれとはテイク違い。
9. Too Much Between Us（戻れぬ二人）
 同じくドアーズのカヴァー。なお、このToo Much～とI Can't～を完成と言える域に達するまでに33年かかったと語っている。
10. I Can't See Your Face In My Mind（記憶の彼方）※ 
 同じくドアーズのカヴァー。NIGHT DIVIDES THE DAY-THE MUSIC OF THE DOORSにも収録されている。